# Quốc huy Iceland
Quốc huy Iceland được chính phủ Cộng hòa Iceland quy đinh chính thức ngày 17 tháng 6 năm 1944 khi nước này độc lập khỏi Đan Mạch. Phần trung tâm quốc huy có hình tấm lá chắn, trong đó có quốc kỳ chữ thập phía trên nền màu lam. Trên tấm lá chắn là một con chim cắt trắng, lưỡi đỏ, vuốt vàng và một con rồng răng trắng, lưỡi đỏ, vuốt vàng, trán vàng. Bên trái tấm lá chắn là một con bò xám, bên phải là một ông lão đang đứng thắt một đai lưng tran sức màu vàng, vai khoác áo choàng, là vị thần canh giữ được miêu tả trong thần thoại Iceland.